# 과란다

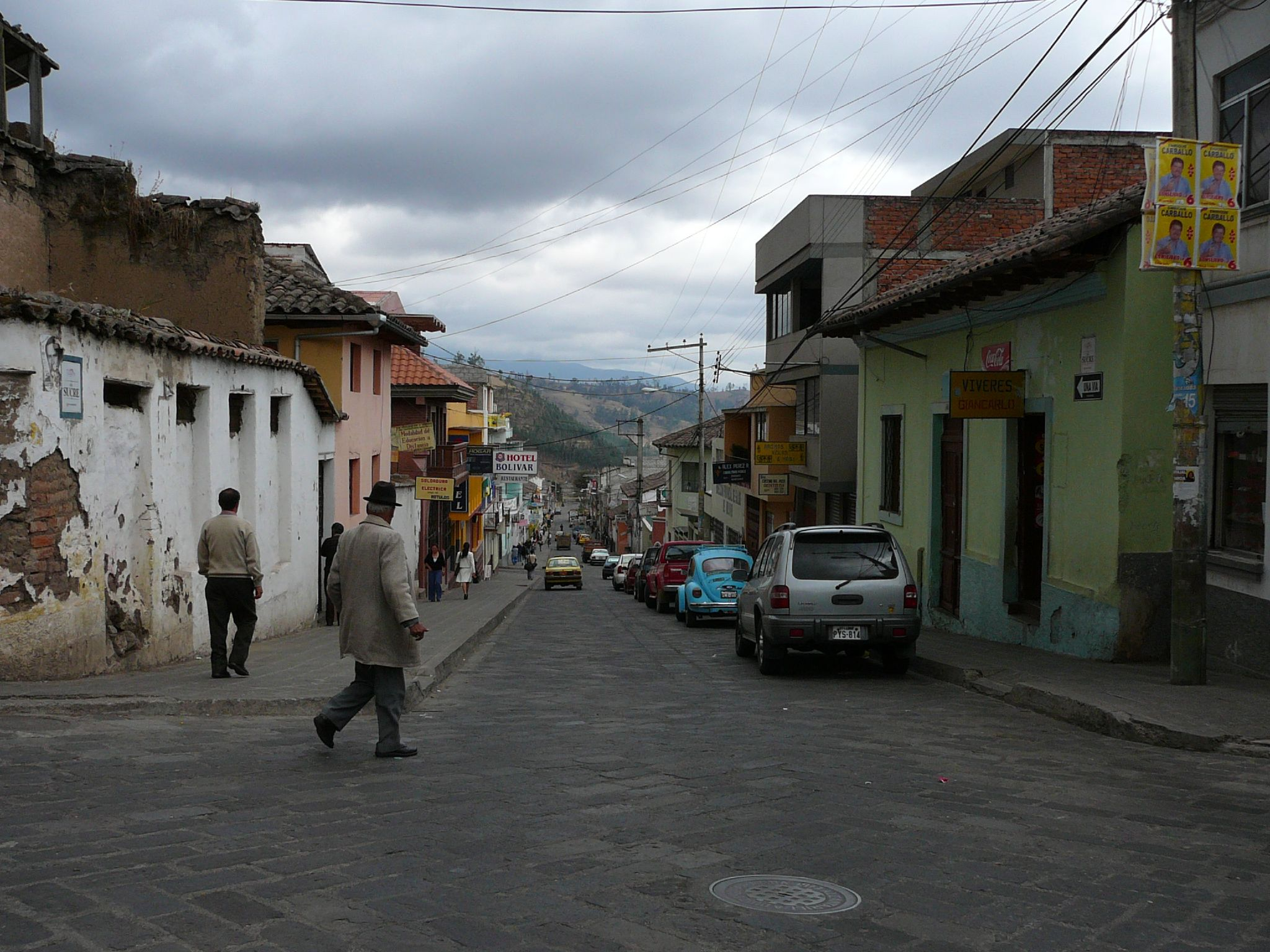
과란다

과란다(스페인어: Guaranda)는 에콰도르 중부에 위치한 도시로 볼리바르 주의 주도이며 면적은 519.56km2, 높이는 2,668m, 인구는 30,000명(2010년 기준)이다.

## 자매 도시
- 조선민주주의인민공화국 해주시